# Szűz Mária-torony
A Szűz Mária-torony (máltaiul: Torri ta' Santa Marija) más néven Comino-torony (máltaiul: Torri ta' Kemmuna) nagy bástyás őrtorony Comino parányi szigetén, Máltán. 1618-ban építtette Alof de Wignacourt a Máltai lovagrend 54. nagymestere a szigetek partvédelmére. Ez a regnálása alatt elkészült ötödik torony. A máltai fegyveres erők egészen 2002-ig használták, jelenleg Din l-Art Ħelwa örökségvédelmi szervezet gondozásában van.

## Leírása
A Szűz Mária-torony zömök, négyzet alaprajzú épület, amely gyakorlatilag uralja ezt a kicsi és kopár szigetet. A kétszintes, 12 méter magas, lapostetős, mellvédes torony mészkőből készült, 8 méter magas lábazaton áll, amelyen egykor muskétaállások voltak. Falai körülbelül 6 méter vastagok és négy álbástya kialakítású saroktornya van. Formája a korábban épült Wignacourt-tornyokhoz hasonló, bár valamivel magasabb azoknál. A tornyot meredek árok vette körül, melynek maradványai ma is láthatók. Belsejében emeletenként egy-egy dongaboltozatos helyiséget alakítottak ki, ahol egy 
Szent Józsefnek szentelt kápolna is állt. Bejáratához lépcsőn és felvonóhídon keresztül lehet feljutni.

## Történénete

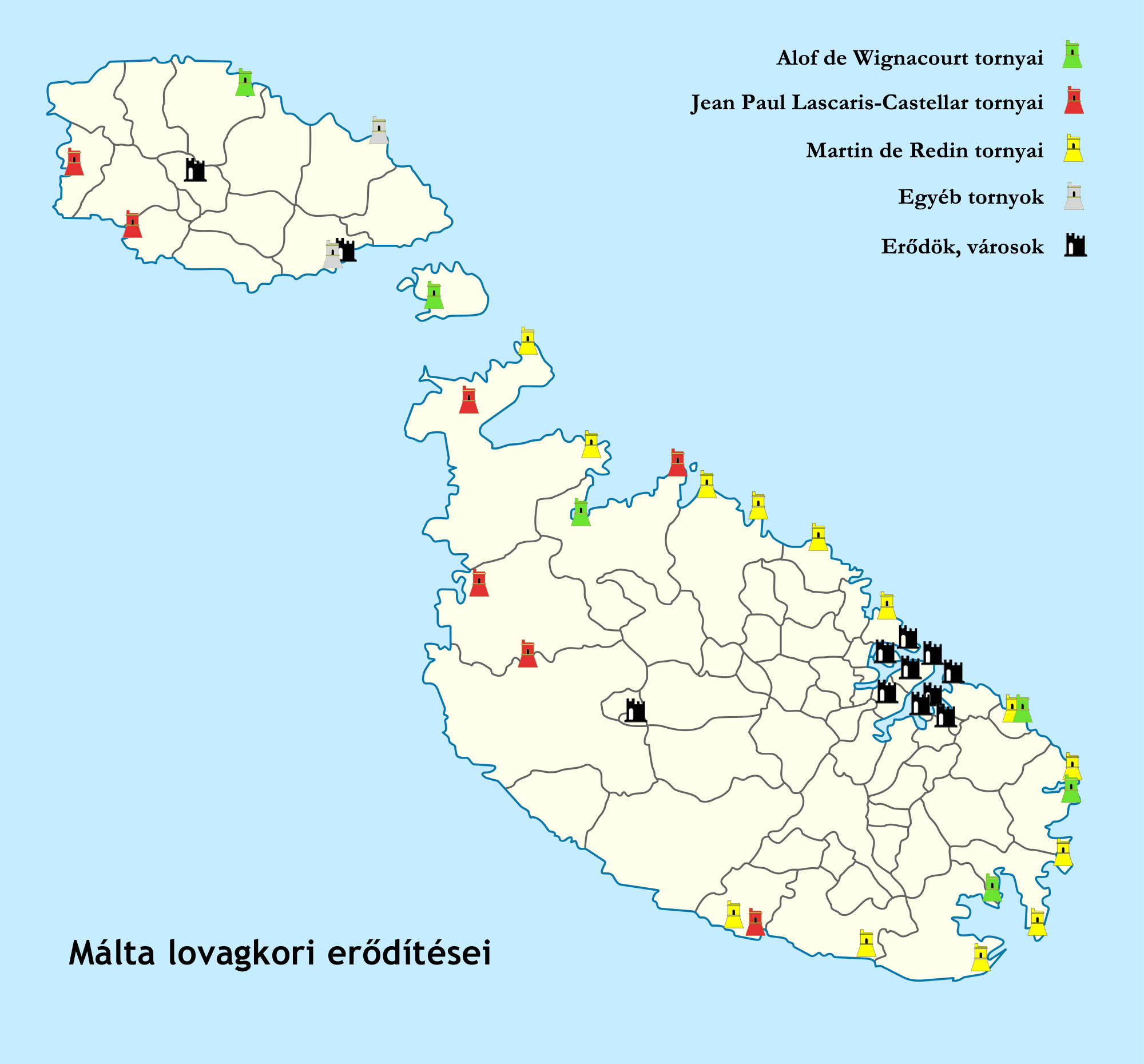
Málta 1530–1798 között épült partvédelmi rendszere

A Szűz Mária tornyot 1618-ban építették a máltai szigetek védelmére, mivel a Gozo és Málta főszigete között közlekedő hajókat gyakran megtámadták a Comino szikláin megbúvó kalózok. 
Az építkezés összköltsége meglehetősen magas – 18 628 scudi – volt, amelyhez a cominói bozótfa eladásából gyűlt össze a pénz. Ez volt a legköltségesebb Wignacourt-torony.
Cominóra nehéz volt ellátmányt vinni és ostrom idején hosszabb ideig kellett kitartania ezért masszívabbra építették, mint a többi tornyot. Még a 17. században a Rend egy barakktömböt építtetett a torony közelében. A laktanyát kezdetben izolációs kórházként használták, majd később börtönként. A Szent Mária-toronyban végzett szolgálat magányos és veszélyes feladat volt, ahová gyakran a kisebb bűncselekményekért elítélt lovagokat osztották be.
A torony eredetileg tíz nagyobb és hat kisebb ágyúval volt felszerelve, a legénység békeidőben tizenhat katonából állt, amelyet készültség idején 60 főre emelhettek. A partvédelmi lánc részeként a toronyból rendszeresen kommunikációs jelzéseket küldtek a gozói Mġarr ix-Xini toronynak, valamint a Szent Ágota- és az Aħrax toronynak.
1710-től a parti tornyokat a modern hadviselés követelményeihez igazították, így 1715 után Cominón is további tüzérségi védművek épültek, a Szent Mária-üteg és a Szent Mária-erőd. A helyőrséget 130 főre lehetett bővíteni valamint a telepített fegyverzet és a tűzerő is jelentősen növekedett.
Az 1798–1800-as francia blokád idején a sziget a helyi erők kezén maradt és a Szűz Mária-torony a kémek és a francia szimpatizánsok börtöne volt. 1799-ben a felkelők a torony ágyúit más blokádütegekbe helyezték át, ahonnan a vallettai francia csapatokat lőtték.
A brit fennhatóság alatt a tornyot 1829-ig használták, majd átadták a helyi hatóságoknak és évtizedekig vegyes célokra (elkülönítő kórházként, de akár haszonállatok teleltetőjeként) használták.
Az első és a második világháború idején Szent Mária-torony ismét katonai funkciót kapott, majd 1982 és 2002 között a máltai fegyveres erők használatában volt.
A torony 2002-ben a Din l-Art Ħelwa örökségvédelmi alapítvány gondozásába került, és 2002–2004 között restaurálták. Jelenleg jó állapotban van, a nyilvánosság számára nyitott.

## Megjelenése a populáris kultúrában
A 2002-ben James Caviezel főszereplésével forgatott Monte Cristo grófja című filmben If várának börtönjelenetei a Szűz Mária-toronyban készültek.
A tornyot a MaltaPost 2006-ban kiadott bélyege ábrázolja.

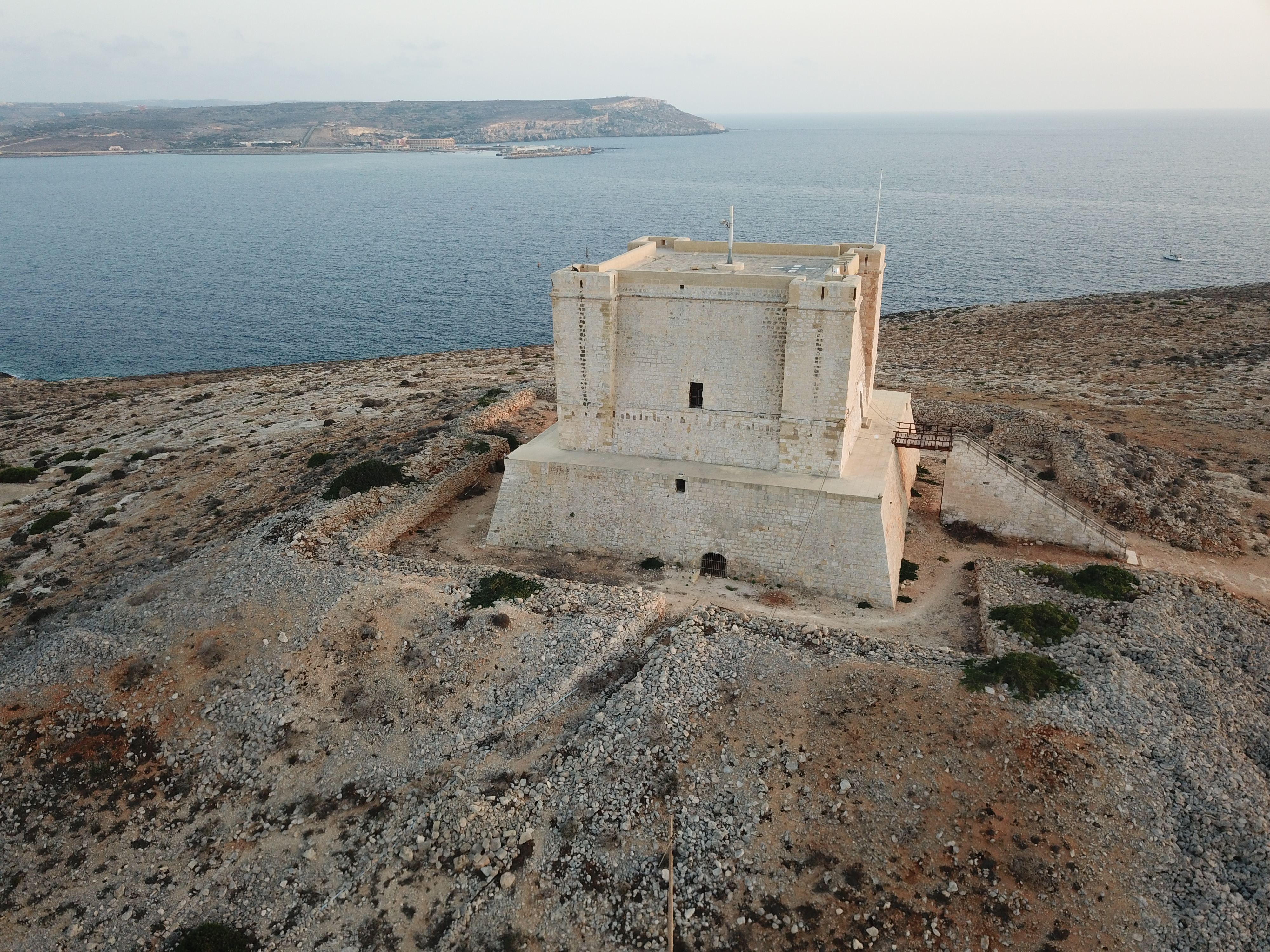
A Szűz Mária-torony
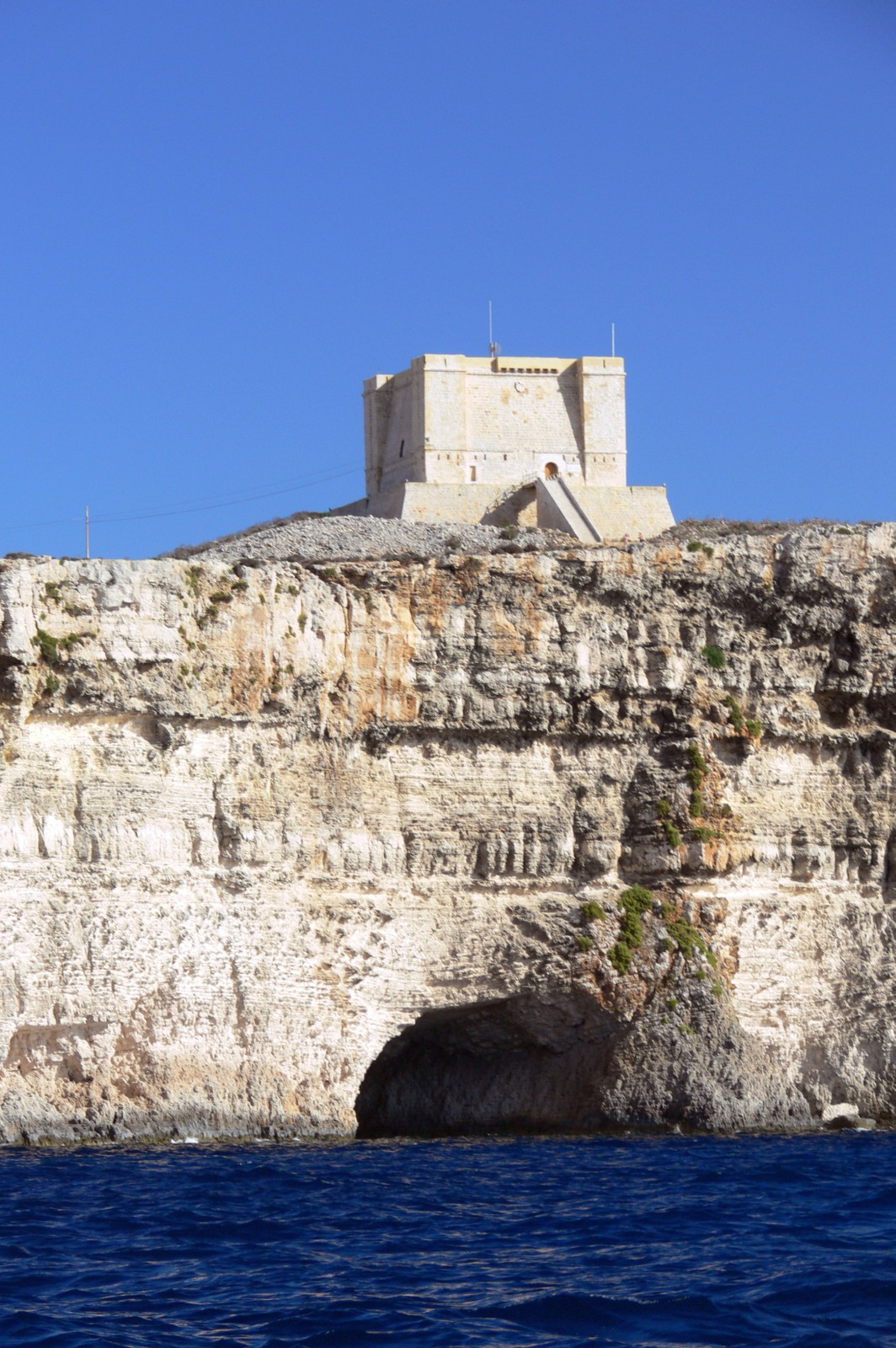
A torony bejárati oldala a laguna felől
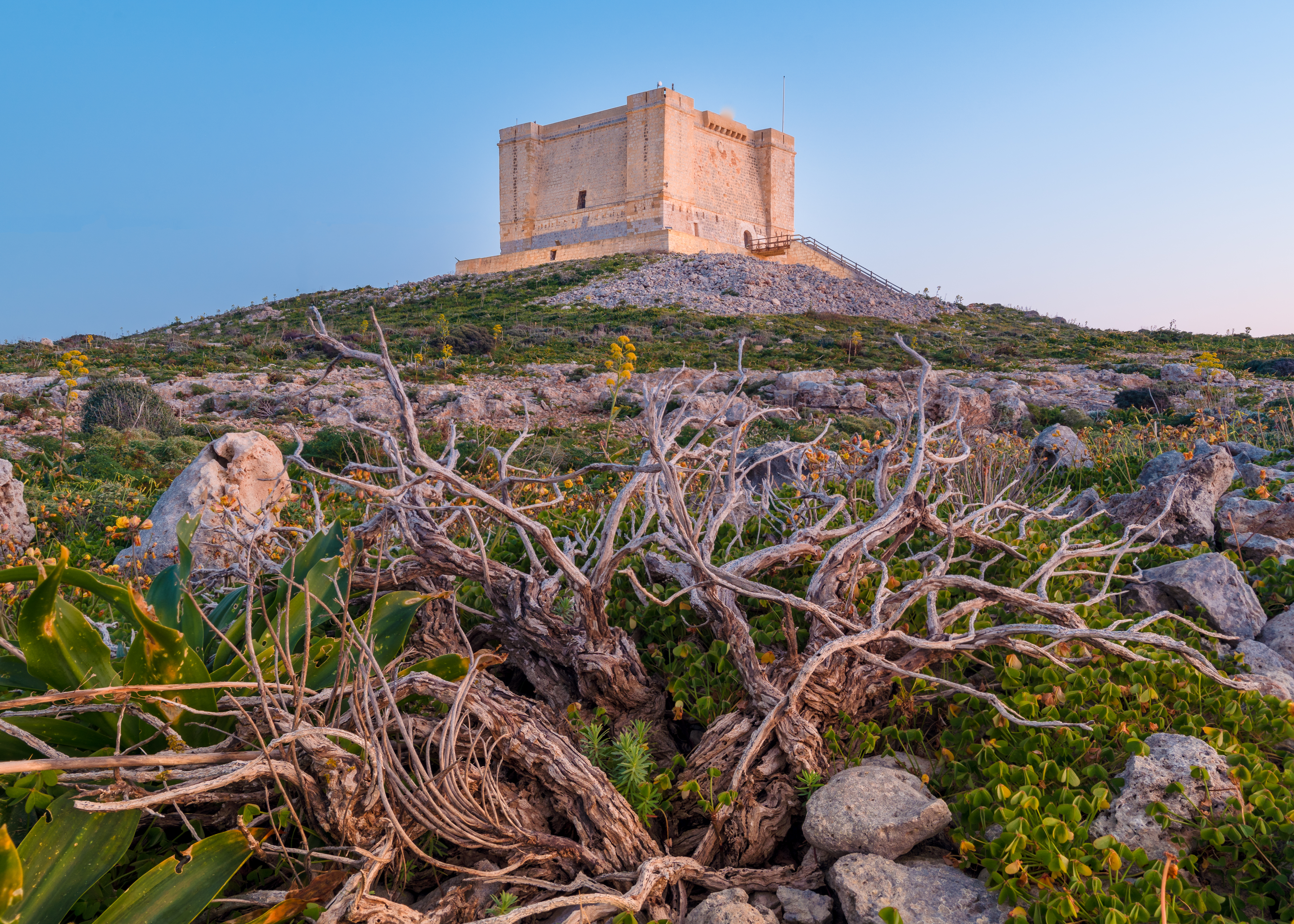
A torony látképe 2022 őszén

## Fordítás
Ez a szócikk részben vagy egészben  a    Saint Mary's Tower című angol Wikipédia-szócikk fordításán alapul.  Az eredeti cikk szerkesztőit annak laptörténete sorolja fel. Ez a jelzés csupán a megfogalmazás eredetét és a szerzői jogokat jelzi, nem szolgál a cikkben szereplő információk forrásmegjelöléseként.

## További irodalom
- Stephen C. Spiteri: A lovag erődítményei: illusztrált útmutató a máltai Szent János lovagok által épített erődítményekről. Könyvterjesztők korlátozott számban, 2001, ISBN 9789990972061 .
- Charles Stephenson: Málta erődítményei 1530–1945. Osprey Publishing Limited, Wellingborough 2004, ISBN 1-84176-693-3 (Osprey Fortress Series 16).